# Amadea
Amadea je žensko osebno ime.

## Izvor imena
Ime Amadea je različica ženskega osebnega imena Amadeja.

## Pogostost imena
Po podatkih Statističnega urada Republike Slovenije je bilo na dan 31. decembra 2007 v Sloveniji število ženskih oseb z imenom Amadea: 47.

## Osebni praznik
Osebe z imenom Amadea lahko godujejo takrat kot osebe z imenom Amadeja.